# Телеки, Самуэль
Граф Самуэль Телеки фон Сек, тж. Самуэль Телеки-младший (собственно Шамуэл Телеки, венг. Teleki Sámuel; 1 ноября 1845 — 10 марта 1916) — венгерский путешественник, исследователь Африки.

## Биография
Самуэль Телеки-младший родился в знатной семье в селе Думбрвиора (Шаромберке), в Трансильвании (ныне румынский жудец Муреш). 
Его прадед Самуэль Телеки-старший (1739—1822) был канцлером Трансильвании и организатором первой публичной библиотеки Венгерского королевства (в городе Тыргу-Муреш).
Отец - Самуэль Телеки, венгерский дворянин, политик (1819-1882). Мать - графиня Эржебет Бетлен фон Бетлен (1818–1860).
Сестра - графиня Розали Телеки фон Сек (1818-1890) - мать Фридриха, 2-го принца Сольмс-Барутского (1853-1920).
С. Телеки изучал естественные науки в университетах Гёттингена и Берлина. Получив большое наследство, занялся политической деятельностью, в 1881 году стал членом верхней палаты венгерского парламента.
Телеки был близким другом кронпринца Австрии Рудольфа. Часто ходил на охоту с наследником престола Габсбургов. А в 1886 году принял предложение своего друга и благодетеля кронпринца Рудольфа совершить «большое сафари»: путешествие к северу от озера Баринго, расположенного в Восточно-Африканской рифтовой долине Кении, для подробного изучения этих территорий.
Вместе с лейтенантом Австрийского ВМФ, картографом Людвигом фон Хёнелем, во главе экспедиции из более чем 300 носильщиков, Телеки выступил в феврале 1887 г. с острова Занзибара на континент. Они первыми из европейцев исследовали большую часть Восточно-Африканской рифтовой долины. Затем по реке Пангани добрались до вулкана Меру в 40 км на юго-запад от горы Килиманджаро, и предприняли попытку подняться на эту самую высокую вершину Африки.
Самуэль Телеки стал первым человеком, добравшимся до снеговой линии на Килиманджаро на высоте 5300 м, а затем и первым исследователем ступившим на гору Кения, поднявшись на ней до уровня 4300 метров.
После успешного прохождения через земли племени кикуйю, путешественники добрались до озера Баринго. Затем они отправлялись в путь на север и 5 марта 1888 экспедиция достигли неизвестного озера, последнего из Великих Африканских озёр, которое было названо в честь кронпринца озером Рудольфа.
Здесь же на южном берегу озера ими был обнаружен действующий вулкан высотой около 646 м, который был назван в честь первооткрывателя вулканом Телеки.
Дальнейшее путешествие в район восточной Эфиопии позволило им в 1888 г. открыть ещё одно, меньшее по размерам озеро, которому было дано название в честь жены кронпринца Стефании (сейчас — Чев Бахир).
Путешествие Самуэля Телеки и Людвига фон Хёнеля закончилось в 1888 г. в порту Момбаса, откуда они в следующем году благополучно возвратились в Европу. На родину Телеки и Хёнель привезли собранные ими ценные коллекции. Вообще Телеки и Хёнель провели большое количество наблюдений за флорой, фауной, климатическими явлениями на обследованных ими территориях. Обнаруженное графом С. Телеки одно из гигантских растений, растущих в афро-альпийском поясе горы Кения называется теперь Лобелия telekii (Lobelia telekii). Путешественниками было собрано более 400 этнографических объектов, большинство из них принадлежало племенам масаи и кикуйю. Этому путешествию посвящён «Дневник графа Самуэля Телеки» (1888 г.).
Тот факт, что экспедиция не увенчалась большим успехом, несмотря на богатое снаряжение Телеки, в основном объясняется некоторыми ошибками непрофессионалов. Например, группа бесцельно бродила по местности, поскольку все их карты были украдены в первые несколько дней. Кроме того, имели место неоднократные столкновения с местными жителями. В ходе экспедиции 36 участников погибли, 34 дезертировали.
В 1889 году С. Телеки был избран в Каире Почётным членом Societe Chedivial de Geographie.
В 1895 г. С. Телеки снова посетил Кению и предпринял неудавшуюся попытку покорить вершину Килиманджаро.
Умер Телеки после тяжёлой болезни в Будапеште в марте 1916 г.